# Camille Polonceau
Jean-Barthélémy Camille Polonceau (ur. 29 października 1813 w Chambéry, zm. 21 września 1859 w Viry-Châtillon) – francuski inżynier, jeden z pionierów budowy kolei, twórca pociągu imperialnego Napoleona III. Twórca dźwigara Polonceau. Był dyrektorem przedsiębiorstwa kolejowego Compagnie du chemin de fer de Strasbourg à Bâle.
Jego nazwisko pojawiło się na liście 72 nazwisk na wieży Eiffla.

## Publikacje
- Guide du mécanicien constructeur et conducteur de machines locomotives (we współpracy z Le Chatelierem, Flachatem i Petietem), 1851
- Portefeuille de l’ingénieur des Chemins de ferwe współpracy z Perdonnetem, 1843-1846.
- Nouveau portefeuille de l’ingénieur des chemins de fer, we współpracy z Auguste Perdonnetem i Eugène Flachatem, 1866.